# 海上自衛隊体操
海上自衛隊体操（かいじょうじえいたいたいそう）は、海上自衛隊で独自に行われている体操で海上自衛隊第1体操から海上自衛隊第5体操まである。

## 海上自衛隊体操概要
- 第1体操　保健体操
- 第2体操　柔軟性の向上
- 第3体操　筋持久力、呼吸循環機能の向上
- 第4体操　筋力向上
- 第5体操　俊敏性向上

という効果をそれぞれ期待している。
海上自衛隊体操は海上自衛隊の特性である艦艇での狭い環境での実施を想定して作られている為、動きの範囲がとても小規模で済ませている。
特に第1体操は畳1畳分程度で行うことができる（ただし第5体操になると範囲が広がる）。

## 海上自衛隊第一体操概要
第1体操については
- 膝を曲げ伸ばせ
- 背伸びの運動
- 頭の運動
- 肩を回せ
- その場跳び
- 斜上伸腿を上げ
- 腕を曲げ伸ばせ
- 頭を曲げ回せ
- 胸を反らせ
- 直角捻転
- 横に曲げ
- 前後に曲げ
- 体捻転斜前屈振
- 直角上下振
- 腕回旋前倒前屈振
- 四拍子跳び
- 腕振り膝を曲げ
- 腕前回し深呼吸

という構成。
第2から第5は近年艦艇内にジムのようなトレーニング設備の整備が進んでいる為、教育隊でもさらっと習う程度で普段実施されることはない。主に総員起こし（起床）後と昼に行われる。